# لا يزال كريك

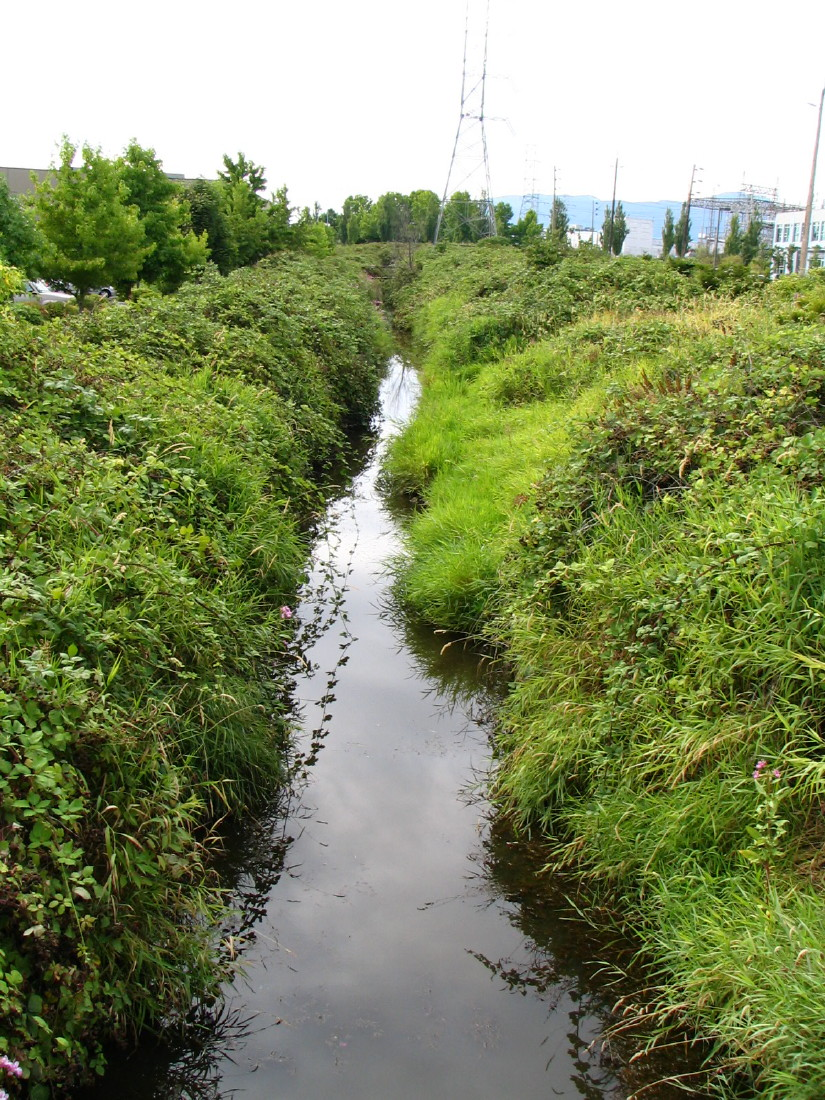
ستيل كريك في هينينج درايف، غرب محطة جيلمور

لا يزال كريك هو تيار طويل يتدفق عبر وسط برنابي، وكولومبيا البريطانية وإلى بحيرة برنابي التي تتدفق إلى نهر برونيت . يقع مسار ستيل كريك بشكل رئيسي عبر المنطقة الصناعية مما يساهم في ارتفاع مستوى التلوث، على الرغم من أن الخور يتعافى ببطء من خلال العمل المتفاني للمتطوعين المحليين. 
1. ↑  ""Wild in the City" by Dan Hilborn". Burnabynow.com. مؤرشف من الأصل في 2022-03-04. اطلع عليه بتاريخ 2021-11-27.